# HD Campus TV

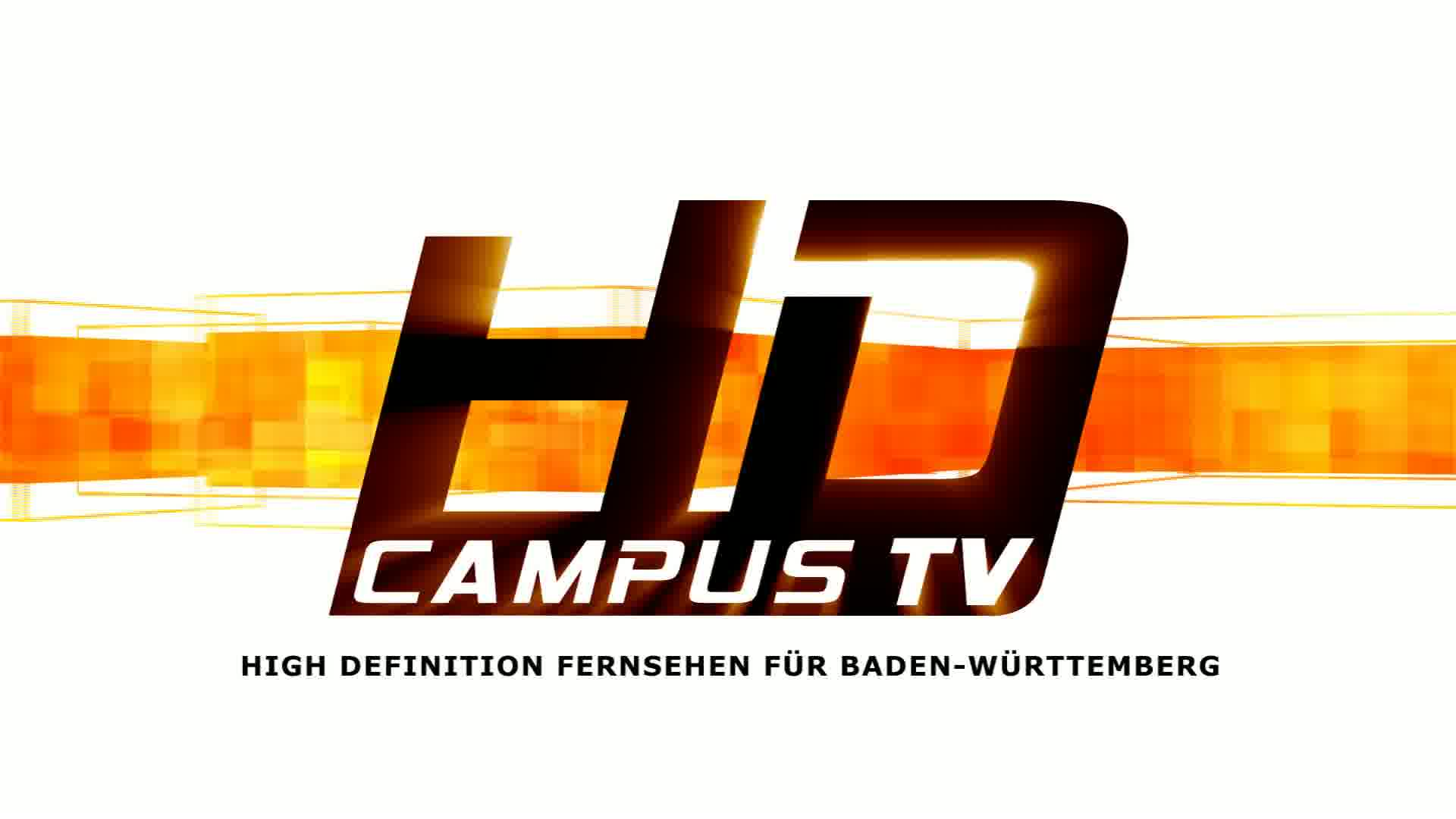
Ausschnitt aus dem HD Campus Trailer: High Definition Fernsehen für Baden-Württemberg

HD Campus TV ist ein Free-TV-Sender in High-Definition TV in Baden-Württemberg. Im landesweiten TV-Kooperationsprojekt der Hochschulen und Universitäten berichten seit 2007 studentische Redaktionen aus Wissenschaft & Studium, Lehre & Forschung sowie studentischem Alltag, Lifestyle und Kultur. Das Programm wird täglich rund um die Uhr im frei empfangbaren TV-Kanal im digitalen Kabel von Unitymedia ausgestrahlt. Online sind die Beiträge als Livestream und in der Mediathek verfügbar.
Das Programm von HD Campus TV befasst sich mit Themen, die für das studentische Leben relevant sind in vielseitigen Genres: News, Berichte, Reportagen, Magazine, Features, Porträts, Dokumentationen, Kurzfilme, Videoclips, Talkshows und Unterhaltungsformate. Filme, die im Rahmen einer Bachelor- oder Masterarbeit erstellt wurden, sowie filmische und journalistische Seminararbeiten erweitern das Programm. HD Campus TV bildet aus, informiert und sendet.
Die Landesredaktion koordiniert das monatlich ausgestrahlte gemeinsame Landesmagazin, das von den Projektpartnern in mehrmonatlicher Rotation moderiert wird. In den regelmäßig stattfindenden Fortbildungen werden grundlegende Produktionstechniken vermittelt und auf aktuelle Entwicklungen in den Medien vorbereitet, um die Studierenden auf den souveränen Umgang im Publizieren vorzubereiten.
Der Sendebetrieb wurde am 25. April 2017 im digitalen Kabel von Unitymedia eingestellt.

## Geschichte
HD Campus TV ist die Weiterführung des Senders „HD Hit“, der im Oktober 2005 als deutschlandweit erster HDTV-Sender den Betrieb aufnahm. Seit 2006 fördert die Landesanstalt für Kommunikation Baden-Württemberg hochauflösendes Fernsehen mit Technik- und Personalzuschüssen. Am 2. April 2007 gab der damalige Ministerpräsident Günther Oettinger den Startschuss für den neuen Hochschulsender HD Campus TV, der seither als Gemeinschaftssender aller teilnehmenden Hochschulen in Baden-Württemberg betrieben wird. Im November 2011 wird die Online-Mediathek für studentische TV-Produktionen veröffentlicht. Seit September 2015 präsentiert HD Campus multimediale und crossmediale Produktionen auf der Plattform Campus-X-tra.

## Redaktionen
Die Lokalen Redaktionen produzieren in einem Hochschulnetzwerk aus Studierenden und Lehrenden während Vorlesungen und Projektstudien. Die Studierenden erlernen in ihren Studienfächern und in der Redaktionsarbeit umfassende Kenntnisse zur Fernsehproduktion, von der Idee bis zum sendefertigen Beitrag: Redaktionsmanagement, Recherche, Dreharbeiten, Tonaufnahme, Lichtsetzung, Dramaturgie, Interviewtechniken, Montage, grafisches Layout, Texten, Sprechen, Moderieren, außerdem Öffentlichkeitsarbeit, social media und technische Abläufe zur Distribution. Die studentischen Redaktionen arbeiten weitgehend eigenständig und unabhängig, teilweise werden Sendungen auch privaten, regionalen TV-Sendern zur Verfügung gestellt.
In der zentralen Landesredaktion wird das tägliche Programm koordiniert und die Regionalredaktionen bei technischen und inhaltlichen Fragen unterstützt. Hier wird das regelmäßig erscheinende HDC-MAGAZIN aus Baden-Württemberg mit thematisch zusammengefassten Beiträgen aus den Hochschulen entwickelt und im Studio produziert. Die Landesredaktion administriert die Mediathek www.hd-campus.tv, koordiniert die Öffentlichkeitsarbeit und plant Fortbildungen für Redaktionsleitungen und Studierende in den Bereichen Technik und Journalismus, die abwechselnd an den beteiligten Standorten angeboten werden.
- HDC MAGAZIN (Landesredaktion, Universität Freiburg)
- uniTV Freiburg (Albert-Ludwigs-Universität Freiburg)
- extraHertz Karlsruhe (Hochschule für Musik Karlsruhe und Hochschule Karlsruhe)
- CampusTV Tübingen (Universität Tübingen)
- stufe Stuttgart (Hochschule der Medien Stuttgart)
- Hochschule Offenburg
- GLF Campus TV Furtwangen (Hochschule Furtwangen)
- HD Campus TV Mannheim (Technische Hochschule Mannheim)
- Heidelred (Universität Heidelberg und SRH Hochschule Heidelberg)
- Campus TV Reutlingen (Hochschule Reutlingen)
- SRH Hochschule für Wirtschaft und Medien Calw

Da die teilnehmenden Hochschulen sowohl in ihren Studiengängen als auch in ihrer Kultur sehr unterschiedlich sind, unterscheiden sich Strukturen und Ausprägung der Redaktionen erheblich. So stehen sich Hochschulen mit hohem medienproduzierenden Bezug, wie die Hochschule für Musik Karlsruhe und die Hochschule der Medien Stuttgart, klassischen Universitäten gegenüber. Um diesem Umgang zu begegnen, bildeten sich auch hochschulübergreifende Kooperationsprojekte wie Heidelred. An dem Projekt ist sowohl die Universität Heidelberg, die keinen Studiengang mit direkten Schnittstellen zur Mediengestaltung und -produktion aufweist, als auch die SRH Hochschule Heidelberg beteiligt, die im Studiengang Virtuelle Realitäten mit Schwerpunkt Filminformatik ihr Fernsehstudio zur Verfügung stellt.